# Ландфойгт, Бернд
Бернд Ландфойгт (нем. Bernd Landvoigt; род. 23 марта 1951, Бранденбург-на-Хафеле) — немецкий гребец, выступавший за сборную ГДР по академической гребле в 1970-х годах. Двукратный олимпийский чемпион, четырёхкратный чемпион мира, чемпион Европы, победитель многих регат национального и международного значения. Также известен как тренер по гребле.

## Биография
Бернд Ландфойгт родился 23 марта 1951 года в городе Бранденбург-на-Хафеле, ГДР. Занимался греблей вместе с братом-близнецом Йоргом, с которым впоследствии одержал большинство побед в своей спортивной карьере.
Первого серьёзного успеха на взрослом международном уровне добился в сезоне 1972 года, когда вошёл в основной состав восточногерманской национальной сборной и выступил на домашних летних Олимпийских играх в Мюнхене, где в программе восьмёрок завоевал награду бронзового достоинства, уступив в финале командам из Новой Зеландии и США.
В 1973 году в зачёте восьмёрок одержал победу на чемпионате Европы в Москве.
Начиная с 1974 года вместе с братом выступал в распашных безрульных двойках. В течение последующих лет они четыре раза становились чемпионами мира в данной дисциплине и дважды выигрывали Олимпийские игры — были лучшими на Играх 1976 года в Монреале и на Играх 1980 года в Москве. Являясь одним из сильнейших дуэтов в академической гребле, братья Ландфойгт приняли участие в общей сложности в 180 регатах, победив во всех кроме одной — единственное поражение потерпели от других близнецов Юрия и Николая Пименовых.
За выдающиеся спортивные достижения Бернд Ландфойгт награждался орденом «За заслуги перед Отечеством» в бронзе (1974), серебре (1976) и золоте (1980). Кавалер ордена «Знамя Труда» I класса (1988).
После завершения спортивной карьеры с 1980 года занимался тренерской деятельностью в потсдамском «Динамо», подготовил здесь многих талантливых гребцов, добившихся больших успехов на международном уровне, в том числе был тренером своего племянника Ике, тоже ставшего впоследствии чемпионом мира.
Женат на немецкой гребчихе Виоле Горецки, олимпийской чемпионке 1976 года в восьмёрках.